# Ruffus
Ruffus was een indie poprockgroep uit Estland. Aanvankelijk traden ze op onder de naam Claire's Birthday. Ze wonnen de Estse voorronde voor het Eurovisiesongfestival in 2003 met het lied Eighties coming back en vertegenwoordigden hun land op het Eurovisiesongfestival in Riga, waar zij de 21e plaats op 26 deelnemers behaalden met 14 punten.
Vaiko Eplik stichtte de band als Claire's Birthday in 1997. De band werd meteen een succes. Ze brachten drie albums uit en wonnen verscheidene prijzen op de Estonian Music Awards.

## Bandleden
- Vaiko Eplik (zang) werd in 1981 nabij Rapla geboren in een muzikale familie van boeren. Vaiko studeerde muziek aan het conservatorium van Tallinn, gespecialiseerd in pop-jazz-zang en studeerde ook gitaar, waar hij nu les in geeft.
- Jaan Pehk (gitaar) werd in 1975 in Türi geboren, eveneens in een muzikale familie. Hij studeerde af in milieubescherming. Hij studeerde pop-jazz-zang aan het conservatorium van Tallinn en is nu een actief dichter bij de literaire groep Tartu NAK.
- Ivo Etti (bas) werd geboren in 1979 in Väike-Maarja. Hij studeerde in Rakvere aan de kindermuziekschool en behaalde een graad aan het conservatorium van Tallinn met klarinet als specialisatie. Ivo is overigens broer van Eda-Ines Etti (kortweg Ines) die in 2000 voor haar land deelnam aan het Eurovisiesongfestival in Stockholm en daar vierde werd.
- Margus Tohver (drums) werd geboren in 1971 in Tallinn. Gedurende de jaren tachtig speelde hij in de eerste Estse thrashmetalband Palat.
- Siim Mäesalu (keyboards) werd geboren in 1984 in Kohila. Hij was een goede muziekstudent en, deed ook verschillende andere studies. Hij studeerde af aan de Muziekschool van Tallinn en studeerde keyboard aan de Muziekacademie van Tallinn.

Ivo Etti en Siim Mäesalu vormden met nog twee andere muzikanten in 2005 de back-upband van Ines.

## Discografie (albums)
- Venus (2000)
- City Loves (2001)
- Future Is Now! (2003)

1994: Silvi Vrait · 
1996: Ivo Linna & Maarja-Liis Ilus · 
1997: Maarja-Liis Ilus · 
1998: Koit Toome · 
1999: Evelin Samuel & Camille · 
2000: Ines · 
2001: Tanel Padar, Dave Benton & 2XL · 
2002: Sahlene · 
2003: Ruffus · 
2004: Neiokõsõ · 
2005: Suntribe · 
2006: Sandra Oxenryd · 
2007: Gerli Padar · 
2008: Kreisiraadio · 
2009: Urban Symphony · 
2010: Malcolm Lincoln · 
2011: Getter Jaani · 
2012: Ott Lepland · 
2013: Birgit Õigemeel · 
2014: Tanja · 
2015: Elina Born & Stig Rästa · 
2016: Jüri Pootsmann · 
2017: Koit Toome & Laura · 
2018: Elina Netsjajeva · 
2019: Victor Crone · 
2021: Uku Suviste · 
2022: Stefan · 
2023: Alika · 
2024: 5miinust & Puuluup · 
2025: Tommy Cash